# 3353 Jarvis
3353 Jarvis eller 1981 YC är en asteroid i huvudbältet som upptäcktes den 20 december 1981 av den amerikanske astronomen Edward L.G. Bowell vid Anderson Mesa Station. Den är uppkallad efter den amerikanska astronauten Gregory Jarvis som omkom i olyckan med rymdfärjan Challenger den 28 januari 1986.
Asteroiden har en diameter på ungefär 10 kilometer och den tillhör asteroidgruppen Hungaria.